# Димитър Каданов (анатом)
 Тази статия е за анатома.  За българския офицер и негов баща, вижте Димитър Каданов (офицер).  
Димитър Димитров Каданов е български лекар и изобретател, член-кореспондент на Българската академия на науките. За заслугите си към медицинското образование и морфологията е удостояван многократно с ордени и отличия.

## Биографични данни
Роден е в град Шумен на 12 април 1900 г. Син е на българския офицер Димитър Каданов. Майка му, също руска възпитаничка, е учителка. Завършва гимназия в Шумен и следва два семестъра философия и педагогика в Софийския университет. Медицина учи най-напред в Прага, а след това във Вюрцбург, където се дипломира през 1925 г. с експериментално-морфологична дисертация и защитава докторат. Веднага след завършването си е назначен за асистент в Института по анатомия и хистология във Вюрцбург, където работи осем години. Независимо от изключително натоварената му преподавателска работа, той се занимава интензивно и с научноизследователска дейност и за този период публикува двадесет труда. С тях той се изявява като многообещаващ изследовател от школата на именитите анатоми Браус, Щьор младши и Петерсен. Младият учен ръководи самостоятелно упражненията на II секционен курс медици, който включва съдове и нерви и на III секционен курс медици – топографска анатомия. В продължение на четири години чете лекции във Вюрцбург по анатомия на студенти стоматолози и участва в няколко международни конгреса с доклади.
През 1933 година като чужденец и заради прогресивните си убеждения е принуден да напусне Германия. Следващата година той се завръща в родината си. Четири години работи като лекар в Софийска първостепенна болница и една година преподава анатомия в Художествената академия. През 1939 г. е избран за редовен доцент към Катедрата по анатомия при Медицинския факултет на Софийския университет, през 1942 – за професор, а през 1945 г. – за редовен професор, завеждащ катедрата до 1965 година.
През 1955 г. на проф. Каданов е присъдена научна степен Доктор на медицинските науки. От същата година до края на 1958 г. той е заместник-ректор по научната част на ВМИ-София. През 1958 г. е избран за член-кореспондент на БАН и до октомври 1965 г. завежда нещатно основаната Секция по антропология и анатомия при Института по морфология на БАН, като след тази година минава изцяло на щатна работа в БАН като ръководител на споменатата секция.
През 1959 г. за монографията, излязла на български и немски език „Морфология на рецепторите на дихателната и храносмилателната система у човека“, му е присъдена Димитровска награда, а в началото на 1963 г. – званието изобретател.
През 1965 г. е избран за редовен член на Германската академия на естествоизпитателите „Леополдина“. Избран е и за член на Унгарското анатомично дружество, Полското антропологично дружество, Анатомическото дружество на говорещите немски страни и Всесъюзното дружество на анатоми, хистолози и ембриолози в СССР. Проф. Каданов е основател на Медико-биологическото дружество в София и негов подпредседател. От 1963 до 1967 година е председател на Републиканското дружество на анатоми и хистолози и от 1967 до 1971 г. е негов заместник-председател.
През 1972 г. му е присъдено званието „заслужил деятел на науката“.

## Преподавателска дейност
Проф. Каданов чете лекции по анатомия в продължение на 32 години, от който четири в Германия и двадесет и осем в България. По-голямата част от днешните лекари и стоматолози са изучавали анатомия в ръководената от него катедра. По време на преподавателската си работа е обучил и над 150 демонстратори. Под негово ръководство са защитени десет кандидатски дисертации.
Лекциите му винаги са били наситени с фактически материал, построени по правилата на дидактиката и педагогиката. За това му е помогнало и основното владеене на сравнителната анатомия, хистология и ембриология. Като професор е изнасял лекции в университетите в Берлин и Хале (1963 г.), Мюнхен (1966 г.), Бон (1967 – 1969), Майнц (1968), Кьолн(1969 г.), Базел (1973 г.) и други.

## Научноизследователска дейност
Научноизследователска му работа е концентрирана главно в три направления – морфология на рецепторите (невроморфология), макроскопска анатомия и антропология. Със своите изследвания обогатява познанията за рецепторните прибори у бозайниците и човека. Той установява за първи път в литературата рецепторите на носовата кухина, твърдото небце, надгръклянника, гръкляна, венците, перидонциума, обвивките на космените корени, вкусовите луковици, перихондриума и мимическите мускули у човека. Оригинални са и приносите му относно регенерацията на завършеците на сетивните нервни влакна около космените нерви, регенерацията на окончанията на нервните влакна след трансплантация на различно инервирана кожа.
Той доказва образуването на рецептори във външните полови органи след ранна кастрация, проявите на дегенерация на сетивните и двигателните нервни влакна поотделно и техните окончания в напречно набраздена мулкулатура. В серия от работи обогатява с конкретни приноси схващанията за регенерацията на рецепторите в кожни ръбци, трансплантантите и келоидите у човека, инервацията на плеживата кожа на главата и други.
С познанията си, проф. Каданов е направил оригинални изводи не само относно структурата и разположението на рецепторите на езика, гръкляна, гълтача, аналната част на ректума, кожата и други органи, но и за устанояването на функционалното значение на тези прибори, чрез което се постига по-целенасочена обосновка на Павловото учение за невризма.
През последните години чрез собствени електронно-микроскопски изследвания са потвърдени неговите светлинно-микроскопски данни за окончанията на нервните влакна в епидермиса и корените на космите при бозайниците. В последните му работи са отбелязани и съществени постижения по отношение на инервацита на гореспоменатите органи при маймуните, с което се изясняват въпроси от филогенезата на сетивните нервни апарати. Всички тези съществени приноси в областта на невроморфологията са намерили широк прием в световната наука. Както те, така и съдържащите се в неговите научни трудове фигури са многократно цитирани от Шьор младши, фон Фрай, Билшовски, Бумке, Телло, Белоножкин, Шимонович, Зазибин, Роси, Краварак, Стюарт, Пипер, Хабонеро, Сето, Хаген, Нойбауер и много други. Много от неговите идеи и опитни постановки се цитират в големи учебници и монографии по микроскопска анатомия.
Второто направление в изследователската дейност на проф. Каданов е макроскопската анатомия. Основният му принос е по отношение на развитието и преобразуването на мускулатурата на крайниците при човека, разклоненията и топографията на периферните нерви, симетрията и асиметрията на човешкото тяло.
След поемане ръководството на секцията по антропология и анатомия към Института по морфология на БАН, проф. Каданов развива и третото направление в своята изследователска работа – антропологията. Основните области в антропологията, на чието разработване той е основоположник са:
- антропологична стандартизация (под негово ръководство се провежда първото масово измерване в България на 63 000 души и след обработка на данните е извършена първата антропологична стандартизация за нуждите на промишлеността)
- физическото развитие на децата и подрастващите
- учение за телесната конституция (създава оригинална методика за морфограмно типизиране, използване при определяне на морфотипа при различни заболявания и професии)
- близначни проучвания (започнали с изследвания за сходства и разлики на кожни нерви и вени и развили се в цяло направление на лаборатория по антропогенетика)

## Публикации
Научната продукция на проф. Каданов се отличава както по количество и качество на резултатите, така и по оригиналност. Публикувани са над 230 научни труда, 1 монография на български и немски език, 9 учебника и 4 учебни помагала, 60 обзорни и популярни статии, над 300 доклада и рецензии. Една малка част от голямото писмено наследство на проф. Каданов включва:
- Представлява ли човешкият организъм държава от клетки. Ролята на клетката в строежа и живота на организма. Реферат, държан на 10 декември 1923 г. пред Българското академическо дружество „Хр. Ботев“ в гр. Вюрцбург, Шумен 1924
- Сходства и разлики между близнаците по отношение на нормално-анатомическото им устройство, София 1937, 52 с
- Правила за дискеционните упражнения при Анатомическия институт в София, София 1939, 59 с.
- Кратък курс по анатомия на човека, София 1939, 128 с
- Изменения в анатомичната номенклатура, София 1940, 99 с.
- Анатомия на централната нервна система на човека. Лекции, София 1941, 144 с.
- Индивид и норма в анатомията, София 1942, 16 с.
- Анатомия на двигателния апарат на човека, ч. I, Глава и труп, София 1943, 216 с.
- Анатомия на периферната нервна система и сетивните органи, София 1943, 192 с.
- Анатомия на човека Учебник-атлас, Д. Каданов, М. Балан, Д. Станишев, София 1964